# Kantholz

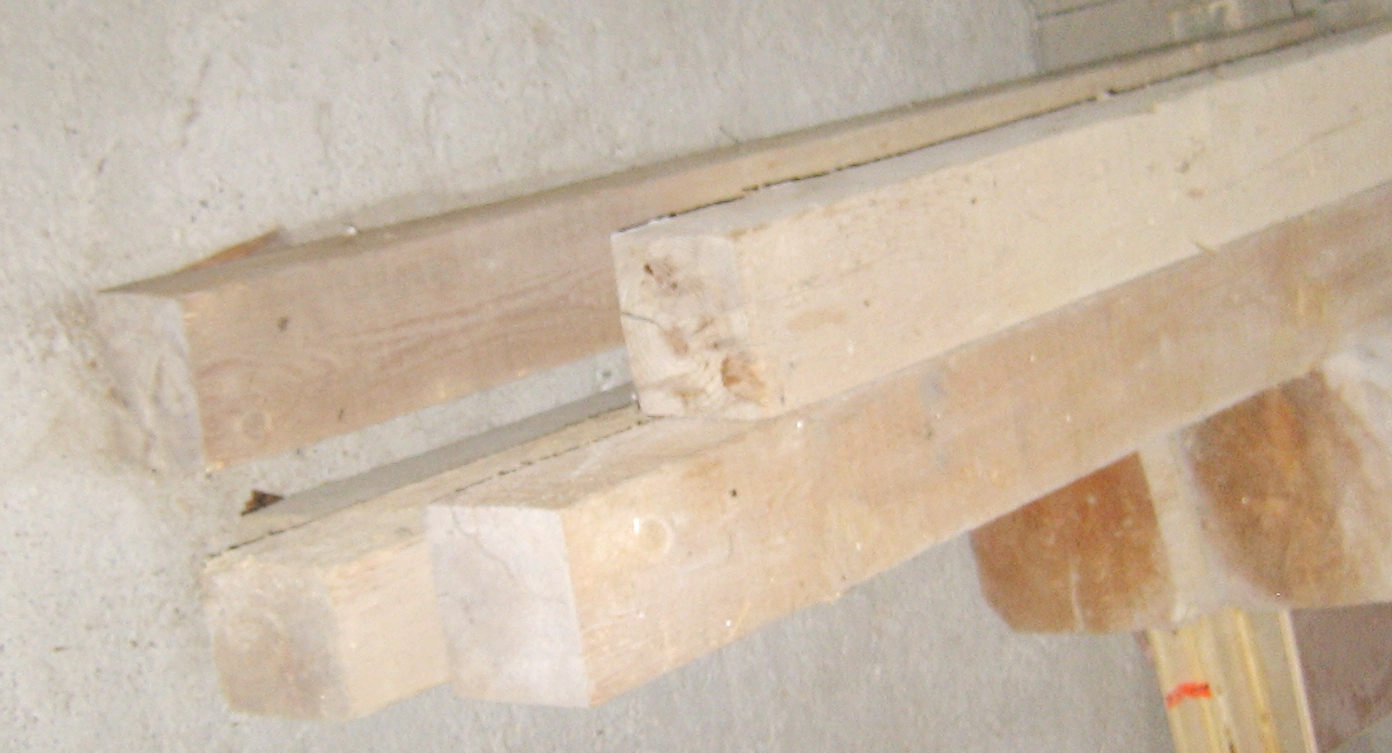
Kantholz 12 cm × 10 cm

Kantholz Illustration

Als Kanthölzer (Eckhölzer) bezeichnet man Holz, das durch Sägen mit vier im rechten Winkel zueinander stehenden Flächen in Faserrichtung versehen ist. Die Querschnittsfläche steht im rechten Winkel zu diesen Flächen und wird Stirn- oder Hirnholz genannt.

## Bezeichnungen
Als Schnittholz nach DIN 68252 weisen Kanthölzer ein Mindestmaß von 6 cm auf, als Bauschnittholz (DIN 4074) 4 cm, und entsprechen jeweils maximal einem Dicken-Breitenverhältnis von 1:3. Sie unterscheiden sich dadurch von den langgezogeneren Querschnitten (Brettern oder Bohlen), und kleineren (wie z. B. Latten).
Ist eine Querschnittseite breiter als 20 cm, wird das Kantholz nach der Norm Balken genannt. Dazu und zu den Bezeichnungen Ganz-, Halb-, Kreuzholz und Rahmen siehe Schnittarten.
Das Gütemerkmal Schnittklasse spezifiziert die Eigenschaften der Kanten.

## Verwendung
Einsatzformen von Kanthölzern als Bauschnittholz:
- Fachwerk, z. B. bei Häusern oder Brücken
- Dachsparren
- Deckenbalken

Kanthölzer werden sowohl im Bauwesen als auch in der Möbeltischlerei eingesetzt. Sie dienen dort als Tischbeine, Verstrebungen, Lehnen und vieles andere.

## Normen und Standards
- DIN 4074-1 (2003-06) Sortierung von Holz nach der Tragfähigkeit – Teil 1: Nadelschnittholz.
- DIN 4074-5 (2003-06) Sortierung von Holz nach der Tragfähigkeit – Teil 5: Laubschnittholz.
ist auch als ÖNORM DIN 4074-x für Österreich verbindlich
- DIN 68252-1 Begriffe für Schnittholz, Form und Maße.